# Prilep
Prilep (Прилеп) er en by i Makedonien. I byen bor ca. 73.925 indbyggere, og byen dækker et område på 1.675 kvadratkilometer i den nordlige del af Pelagonija-dalen. Byen er kendt som "byen under Markovi Kuli", da ruinerne af den legendariske Kong Markos (Krale Markos) slot ligger på toppen af bjerget.
Hovedproduktionen i området omkring Prilep er tobak, og byen er center for tobaksindustrien. Her ligger Tutunov Kombinat Prilep, som var en af hovedleverandørerne af tobaksvarer i Jugoslavien. Foruden dette er byen leverandør af marmor fra stenbruddet Sivec.
Den væbnede modstand mod tyskerne i Makedonien startede i Prilep den 11. oktober 1941.
I Prilep har man ordsproget: "I Prilep danser aben ikke" (på makedonsk: Vo Prilep majmun ne igra).
Historien bag ordsproget menes at være: På et tidspunkt efter krigen kom en gruppe gøglere til byen og optrådte med deres dansende aber. En af aberne ville ikke danse, og ejeren blev sur og slog aben. Det skulle han aldrig have gjort, for folk på markedet blev sure, fordi han slog den stakkels abe, gennembankede ejeren og jog gøglerne ud af byen. Siden dengang siges det, at der aldrig nogensinde er kommet gøglere med aber til byen, og det hedder sig den dag i dag, at "I Prilep danser aben ikke".
1. ↑  www.citypopulation.de (fra Wikidata).